# Nederlands Ambonees Maleis
Nederlands Ambonees Maleis (of door de sprekers Melayu Sini or Malaju Sini genoemd) is een dialect van het Ambonees Maleis gesproken door Ambonezen of Molukkers die sinds de jaren vijftig naar Nederland zijn geëmigreerd en gerelateerd aan de Republiek der Zuid-Molukken en loyaliteit aan het Koninkrijk der Nederlanden.
Malaju Sini wordt gebruikt door de tweede en derde generatie Molukkers in Nederland. Ze vertoont invloeden van het kazernemaleis (Tangsi Maleis), een versimpelde vorm van het standaardmaleis die gebruikt werd in het KNIL waar verder niet veel over gekend is, en vooral van het Nederlands.

## Gebruiken
Het Malaju Sini wordt niet door alle in Nederland wonende Molukkers gesproken. Vooral buiten de traditionele Molukse wijken zijn er veel eentalig Nederlandstalige Molukkers. Toch blijft het Malaju Sini een belangrijk element van het gemeenschapsgevoel voor hen die het wel spreken.

### Verder lezen
- (en) Tahitu, Bert  (1988). The sound system of Melaju Sini: Malay as spoken by younger Moluccans in the Netherlands. Bijdragen tot de Taal-, Land- en Volkenkunde  144 (2): 276-296